# Tatort: Todesstrafe
Todesstrafe (Pedeapsa capitală) este un episod al serialului german Tatort. El a fost produs în anul 2008 în studourile postului ARD în regia lui Patrick Winczewski. Personajele principale sunt comisarii de poliție Eva Saalfeld (Simone Thomalla) și Andreas Keppler (Martin Wuttke). La prima transmisie a filmului s-a atins cifra de 8,48 miloane telespectatori, ce reprezintă un procent de 26,5 %.

## Acțiune
Acțiunea filmului are loc în Leipzig, Hans Freytag, conducătorul unei organizații de tineret a fost înjunghiat. Printre cei bănuiți de poliție se află fosta lui soție, care-l denunțase pentru abuz sexual, sau Steinbrecher, organizatorul campaniei de protecția a copiilor contra pedofililor. În cele din urmă în urma anchetei se descoperă că mortul nu era pedofil, iar soția acestuia are o relație cu avocatul care a ajutat-o în acuzarea soțului care fusese exclus din comunitatea care-l evita.

## Distribuție
- Simone Thomalla: Eva Saalfeld
- Martin Wuttke: Andreas Keppler
- Maxim Mehmet:  Menzel
- André Röhner: medicul legist Striesow
- Swetlana Schönfeld: Inge Saalfeld
- Julia Richter: Sibylle Freytag
- Tom Quaas: Hans Freytag
- Roman Knizka: Klaus Arend
- Nadja Engel: Elke Lornsen
- Oliver Breite: Lutz Lornsen
- Joseph Bundschuh: Max Lornsen
- Gitta Schweighöfer: Frau Kühn
- Matthias Brenner: Kurt Steinbrecher